# Eulepidotis suzetta
Eulepidotis suzetta là một loài bướm đêm trong họ Erebidae.